# Sexe, Mensonges et Vidéo
Pour plus de détails, voir Fiche technique et Distribution.
Sexe, mensonges et vidéo (Sex, Lies, and Videotape) est un film américain réalisé par Steven Soderbergh et sorti en 1989.
Présenté au festival de Cannes 1989, il reçoit la Palme d'or et le prix d'interprétation masculine pour James Spader.

## Synopsis
(janvier 2024).
Ann Bishop Mullany vit à Baton Rouge. Elle est mariée à John, un avocat en pleine ascension professionnelle, et vit avec lui dans une maison confortable. Mais Ann n'est pas satisfaite de sa vie sexuelle ; comme elle le révèle à Cynthia sa sœur cadette (une barmaid à la vie moins conformiste) : elle n'a jamais connu d'orgasme. De plus, elle suit une thérapie. Un jour, un vieil ami de son mari nommé Graham Dalton revient en ville après neuf ans d'études à l'université. Sans attache, il vit sur ses économies et ne possède que sa voiture. Quand il débarque à l'improviste chez John, Ann l'accueille et ils font connaissance. Un peu plus tard, Ann apprend que John a invité Graham à rester avec eux jusqu'à ce qu'il trouve un appartement. Lorsque John arrive, Graham se fait plus réservé, sans doute parce qu'il devine que John désapprouve son mode de vie bohème. Les deux hommes discutent : la petite amie de Graham, Elizabeth, vit toujours à Bâton Rouge. John blâme la frigidité de son épouse, et la trompe avec Cynthia : il lui arrive souvent de reporter un rendez-vous d'affaires pour retrouver Cynthia. Ann aide Graham à chercher un appartement, et le jeune homme lui révèle être impuissant. Lorsque Graham a trouvé un logement, Ann se rend à l'improviste chez lui, et remarque de nombreuses cassettes vidéos de Camescope, chacune marquée d'un prénom féminin. Graham lui explique qu'il aime interroger les femmes sur leur vie, leurs expériences sexuelles et leurs fantasmes et les enregistrer en vidéo. Découvrant cela, Ann semble soudain très émue et quitte rapidement l'appartement.
Le lendemain, Cynthia se rend à l'improviste chez Graham et se présente. Elle presse Graham de lui expliquer l'incident qui a effrayé Ann la veille. Graham explique brièvement et à contrecœur ses enregistrements vidéo des et avoue à Cynthia son dysfonctionnement sexuel : il est impuissant lorsqu'il est en présence d'une autre personne et se satisfait en regardant ces vidéos chez lui. Graham propose à Cynthia de réaliser une cassette en lui assurant qu’aucune autre personne n’aura le droit de la regarder. Elle le croit et accepte. Lorsque Cynthia lui rapporte qu'elle a accepté de se faire filmer par Graham, Ann est horrifiée et en parle à John, qui réagit mal. En faisant le ménage, Ann découvre dans sa chambre la boucle d'oreille que Cynthia lui avait dit avoir perdue. Furieuse, Ann se rend chez Graham avec l'intention de faire une vidéo. Graham tente de la dissuader, mais finit par céder devant l'insistance d'Ann. De retour chez elle, Ann annonce à John qu'elle veut le divorce, et lui révèle qu'elle a accepté d'être filmée elle aussi. Après cette dispute, John se rue chez Graham, le frappe et le laisse dehors afin de regarder la cassette d'Ann. Dans la vidéo, Ann dit qu'elle n'a jamais ressenti de satisfaction sexuelle. Lorsque Graham lui demande si elle a pensé coucher avec d’autres hommes, elle lui avoue avoir pensé à lui. Ensuite, Ann tourne la caméra sur Graham ; il résiste à ses questions mais elle insiste. Ann devine qu'il est hanté par Elizabeth : de là sa motivation pour revenir à Baton Rouge et ce qu’il est devenu. Graham explique qu'il est un menteur pathologique, ce qui a détruit une relation par ailleurs enrichissante avec Elizabeth. Il explique qu'il a depuis fait de grands efforts pour garder les gens à distance et éviter les relations. Ann commence à toucher et à embrasser Graham, qui éteint la caméra : on devine qu'ils ont des relations sexuelles.
John rejoint Graham sur le perron et, avec un plaisir évident, avoue avoir eu des relations sexuelles avec Elizabeth alors qu'elle était en couple avec Graham. Ce faisant, il l'invite à cesser d'idéaliser son ex. Graham rentre chez lui et détruit toutes les bandes vidéo ainsi que la caméra.
Après avoir été quitté par Ann reprend une vie professionnelle, et quitte John. Celui-ci se fait licencier parce que ses fréquentes absences du bureau (pour retrouver Cynthia) lui ont fait perdre des clients. Ann et Cynthia se retrouvent dans le bar où la seconde travaille et se réconcilient. Ann se rend ensuite chez Graham, avec lequel, elle semble être en couple ; elle le rejoint sur le perron.

## Fiche technique
- Titre original : Sex, Lies, and Videotape
- Titre français : Sexe, Mensonges et Vidéo
- Titre québécois : Sexe, mensonge et vidéos[1]
- Réalisation et scénario : Steven Soderbergh
- Musique : Cliff Martinez
- Photographie : Walt Lloyd
- Montage : Steven Soderbergh
- Direction artistique : Joanne Schmidt
- Décors : Victoria Spader
- Production : John Hardy, Robert F. Newmyer (en), Morgan Mason, Nancy Tenenbaum et Nick Wechsler
- Sociétés de production : Outlaw Productions et Virgin
- Sociétés de distribution : Miramax Films (États-Unis), AMLF (France)
- Budget : ~ 1 200 000 USD
- Pays de production :  États-Unis
- Langue originale : anglais
- Format : couleur — 1.85:1 — 35 mm — son Dolby
- Genre : comédie dramatique
- Durée : 100 minutes
- Dates de sortie[1] :
  - États-Unis : 20 janvier 1989 (festival du film de Sundance), 18 août 1989 (sortie nationale)
  - France : 14 mai 1989 (festival de Cannes), 31 mai 1989 (sortie nationale)
- Classification : R (Restricted) aux États-Unis[2], tous publics en France[3]

## Distribution
- James Spader (VF : William Coryn) : Graham Dalton
- Andie MacDowell (VF : Marion Loran) : Ann Bishop Mullany
- Peter Gallagher (VF : Pascal Renwick) : John Mullany
- Laura San Giacomo (VF : Évelyn Séléna) : Cynthia Patrice Bishop
- Ron Vawter (VF : Georges Berthomieu) : le thérapeute
- Steven Brill (VF : Patrick Floersheim) : Barfly
- Alexandra Root (VF : Pascale Vital) : la fille sur la cassette
- Earl T. Taylor : le propriétaire de l'appartement
- David Foil : le collègue de John

 Source et légende : version française (VF) sur RS Doublage et Nouveau Forum Doublage Francophone

## Production

### Genèse et développement
Steven Soderbergh a écrit le scénario du film en huit jours sur un bloc-notes durant un voyage, après l'échec d'une relation amoureuse. Il dit avoir été influencé par les films Ce plaisir qu'on dit charnel, Cinq pièces faciles et La Dernière Séance. Soderbergh a délibérément choisi la vidéo comme métaphore de la distance.

### Attribution des rôles
David Duchovny et David Hyde Pierce sont auditionnés pour les rôles de Graham Dalton, avant que le rôle ne soit confié à James Spader. Tim Daly a quant à lui été envisagé pour incarner John Mullany. Jennifer Jason Leigh a refusé le rôle de Cynthia Bishop, préférant tourner Le Flic de Miami (George Armitage, 1990). Elle exprimera plus tard des regrets à propos de ce choix. Pour le rôle d'Ann, Steven Soderbergh avait écrit en pensant à Elizabeth McGovern, mais son agent n'apprécie pas le script. Le réalisateur-scénariste sera très hésitant avant d'engager Andie MacDowell pour ce rôle.

### Tournage
Le tournage a duré 30 jours et a eu lieu à Baton Rouge en Louisiane.

### Musique
La musique du film est composée par Cliff Martinez. L'album est édité chez Virgin Records
Liste des titres
1. Garbage - 0:37
2. Looks Like A Tablecloth - 4:01
3. Take My Skirt Off - 2:06
4. Are You Comfortable - 2:18
5. Here We Go - 2:16
6. What Other Men...? - 2:55
7. Sniff The Jacket - 3:25
8. You've Got A Problem - 7:04
9. I'm Gonna Drawl - 4:37

## Sortie et accueil
Sexe, Mensonges et Vidéo remporte un succès commercial, rapportant 36 741 667 $ de recettes mondiales, dont 24 741 667 $ sur le territoire américain. D'abord distribué dans quatre salles aux États-Unis, le long-métrage rapporte 155 982 $ lors de son premier week-end en sortie limitée. Au fur et à mesure, il connaît une large distribution n'excédant pas 534 salles. En France, le film sort trois mois après son triomphe au Festival de Cannes et totalise 1 413 940 entrées.

## Récompenses et distinctions
Source : Internet Movie Database

### Récompenses
- Festival de Cannes 1989 : Palme d'or, prix d'interprétation masculine pour James Spader et prix FIPRESCI de la critique internationale
- Festival du film de Sundance de 1989 : prix du public
- Film Independent's Spirit Awards 1990 :
  - meilleur film
  - Meilleur réalisateur pour Steven Soderbergh
  - Meilleure actrice pour Andie MacDowell
  - Meilleure actrice dans un second rôle pour Laura San Giacomo
- National Film Preservation Board en 2006

### Nominations
- Oscars 1990 : meilleur scénario original
- César 1990 : meilleur film étranger
- Golden Globes 1990 :
  - meilleure actrice dans un film dramatique Andie MacDowell
  - meilleur second rôle féminin Laura San Giacomo
  - meilleur scénario
- BAFTA 1990 :
  - meilleure actrice dans un second rôle pour Laura San Giacomo
  - meilleur scénario original pour Steven Soderbergh

## À noter
- Le film est sorti en Allemagne au moment de la chute du mur de Berlin. De nombreux Est-Allemands sont alors venus le voir à l'Ouest pensant découvrir un film pornographique[6]